# Planalto (Crissiumal)
Planalto é um distrito do município brasileiro de Crissiumal, no Rio Grande do Sul.